# Cobalt 60
Cobalt 60 es un grupo musical belga con influencias EBM e industrial; es un proyecto alterno del belga Jean-Luc de Meyer (Front 242, C-Tec) y del francés Dominique Lallement (Kriegbereit).
Se caracteriza por el uso de guitarras, algo poco frecuente dentro del ámbito EBM, estás son interpretadas en vivo por Robert Wilcocks quién además es el productor del grupo.

## Discografía
- Álbumes
  - Elemental (1996)
  - Twelve (1998)

- Otras ediciones
  - If I Was (1996)
  - Born Again (The Cubanate Remixes) (1996)
  - Crush - Command & Conquer: Red Alert Theme Single (1997)
  - Prophecy - Wing Commander V: Prophecy Theme Single (1997)
  - Prophecy - The Clubmixes (1997)
  - It (1998)